# Brug 521
Brug 521 is een houten bouwkundig kunstwerk in het Amsterdamse Bos.

## Brug
Het bruggetje dateert uit de periode 1937/1938 en is ontworpen door Piet Kramer, die destijds alle bruggen voor het bos ontwierp. In de grote speelvijver van het bos lag een eilandje. Brug 521 vormde de verbinding tussen "vaste land" en eiland. De brug werd gebouwd als brug voor weinig verkeer. Gebouwd als vaste brug met loopdek boven en waterweg beneden, kende ze maar één brugleuning. Deze bestond uit drie houten balustrades gemonteerd op de jukken, die weer op brugpijlers lagen. Tussen de jukken liggen houten liggers die het houten dek dragen. Tussen 1999 en 2013 werd de waterweg tussen vaste land en eiland gedempt en ligt het bruggetje er nutteloos bij, alhoewel het op het oog nog wel over een lager gelegen gedeelte ligt.
Kramer tekende in diezelfde tijd twee anderen bruggen, brug 524 (nabij het gemaal) en brug 529, met dezelfde opbouw. Daar waar brug 521 nutteloos gehandhaafd werd, werd brug 524 gesloopt en werd brug 529 vervangen door een duiker, die ook weer werd gesloopt.

## Culturele waarde
In 1999 werden alle bruggen in het Amsterdamse Bos door MTD Landschapsarchitecten in opdracht van de gemeente onderzocht op hun cultureel belang. Zij constateerden voor brug 521, ondanks de onopvallende donkerbruine kleur, dat het voor het bos een waardevolle brug was vanwege:
- de eenheid in houten dek en leuningen;
- de karakteristieke houtverbindingen;

Ook de architect van naam telde mee. Desalniettemin verklaarde de gemeente Amstelveen de brug in 2003 niet tot gemeentelijk monument.

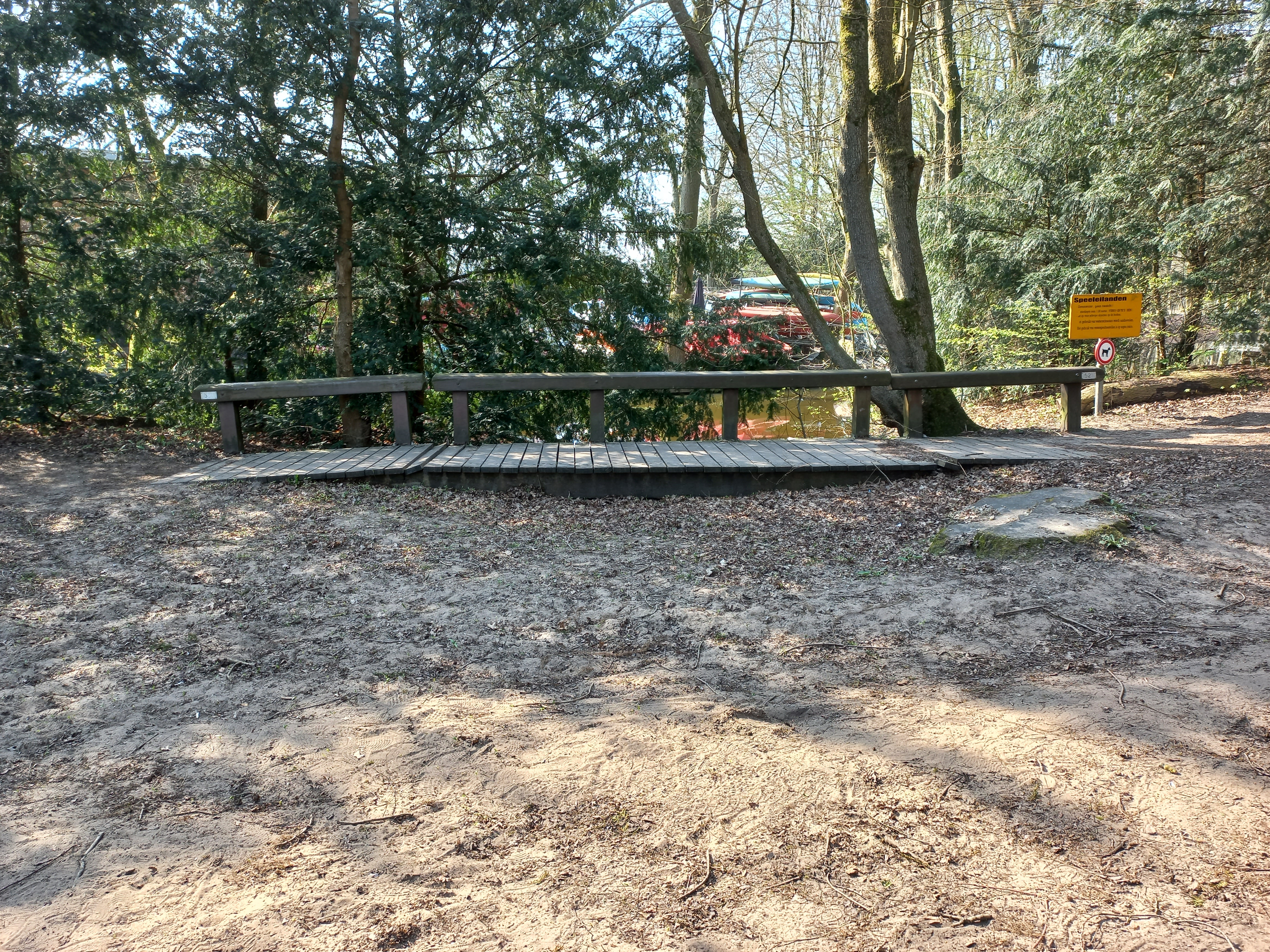
Contouren van een brug, achtergrond kanoverhuur (maart 2022)

<<< · 500 · 501 ·  503 · 504 · 505 · 506 · 507 · 508 · 509 · 510 · 511 · 512 · 513 · 514 · 515 · 516 · 517 · 518 · 519 · 520 · 521 · 522 · 523 · 525 · 526 · 527 · 528 · 530 · 531 · 532 · 533 · 534 · 535 · 536 · 537 · 538 · 539 · 540 · 541 · 542 · 543 · 544 · 545 · 546 · 547 · 548 · 549 · 550 · 551 · 552 · 553 · 554 · 555 · 556 · 557 · 558 · 559 · 560 · 561 · 562 · 563 · 564 · 565 · 566 · 567 · 569 · 571 · 572 · 573 · 575 · 577 · 578 · 580 · 581 · 582 · 583 · 584 · 586 · 587 · 589 · 590 · 591 · 592 · 593 · 594 · >>>
Brugnummers 502, 524, 529, 568, 570, 574, 576, 579, 585, 588, 595, 596, 597, 598, 599 zijn niet (meer) vergeven.